# Hühnerkampsteich
Der Hühnerkampsteich ist ein Teich im Kreis Rendsburg-Eckernförde im deutschen Bundesland Schleswig-Holstein. Er befindet sich am östlichen Ortsrand von Aukrug-Innien an der Bünzau und ist ca. 1,3 ha groß. 1990 erwarb die Gemeinde Aukrug den Teich und die angrenzende Trockenrasenfläche.